# Pralormo
Pralormo (Pralòrm in piemontese) è un comune italiano di 1 865 abitanti della città metropolitana di Torino in Piemonte. È il comune più sudorientale della città metropolitana.
Il paese si adagia su una collina situata in un'area di transizione tra le estreme propaggini del Pianalto e l'inizio del Roero. Il toponimo è la sintesi di due parole pratum ad ulmum, nome invalso probabilmente dalla tradizione longobarda di piantare piante (olmi, querce, etc.) in punti simbolici dell'abitato. L'ultimo esemplare monumentale occupava l'angolo posto tra via Carlo Morbelli e piazza Vittorio Emanuele II: fu abbattuto da un fulmine ad inizio Novecento (nella sala Consigliare sono custodite due fotografie originali dell'epoca incorniciate con la corteccia della pianta).

## Storia
Numerose citazioni su Pralormo compaiono nel XIII secolo, ma è opinione di molti storici che l'origine sia più antica e che la località sia identificabile con la Predarolo citata nell'atto di donazione del 14 marzo 1065 nel quale Adelaide di Susa, figlia del marchese di Susa e conte di Torino Olderico Manfredo II, cedeva diverse terre al vescovo di Asti. Le vicende storiche più significative per la formazione dell'attuale centro storico di Pralormo sono concentrate nei secoli XIII e XIV, che coincidono con la pianificazione territoriale portata a compimento dall'allora potentissimo comune di Asti al fine di rendere sempre più sicure le vie del commercio dei mercanti astigiani verso l'Europa.
All'inizio del Duecento Pralormo sembra essere suddiviso tra due importanti famiglie: i signori di Anterisio e i Desaya da un lato, che controllavano il settore da Ceresole a Stuerda fino al torrente Rioverde, e i Gorzano dall'altro, che estendevano loro influenza verso ovest fino al margine dei rilievi che si affacciano al torrente Rioverde. Dagli scarsi documenti rinvenuti si desume che il primo insediamento di Pralormo fosse localizzato a sud-est del paese, nella località dove oggi sorge il pilone votivo dedicato a San Donato, patrono della comunità. A testimonianza di ciò vi sono numerosi resti, anche umani, che attestano la presenza di un cimitero e dell'antico insediamento successivamente abbandonato e spostato verso l'attuale sito in conseguenza della guerra tra i signori di Biandrate e il comune di Asti.
L'autorevole esperto di storia del Roero Baldassarre Molino sostiene l'ipotesi che il nuovo centro di Pralormo sia sorto contemporaneamente a quello di altri paesi quali Poirino, Canale, Montà, Buttigliera d'Asti attorno alla metà del Duecento. Nel 1276 come si desume da una convenzione con il comune di Asti, i Gorzano sembrano essere i soli signori del castello e del luogo di Pralormo. Tuttavia all'inizio del secolo XIV troviamo consignori del feudo di Pralormo i Pelletta e qualche decennio più avanti i Roero, famiglia che conserverà il feudo almeno in parte fino agli anni venti dell'Ottocento. Secondo il Guasco il 17 novembre 1339 Giovanni Secondo Paleologo Marchese di Monferrato e signore di Asti, investì del luogo Manfreacio (o Manfredo) Roero. Il feudo fu variamente ripartito fra diversi consignori: alle tre linee costituite dai figli di Manfreacio si aggiunsero altre famiglie che per brevi periodi godettero di porzioni anche minime di castello, giurisdizione, beni.
I secoli XVI e XVII furono molto importanti nella storia del feudo perché alla famiglia dei Roero si affiancarono nuove famiglie: i Costa della Trinità e di Polonghera, i Petrina, i Dal Pozzo di Voghera, i Beraudo di Pralormo, e i Ferrero della Marmora. Tutto ciò dipese dal fatto che nel XVI secolo si estinsero due linee dei Roero la cui eredità spettò, in virtù di accordi matrimoniali, ai Costa di Arignano e di Polonghera e ai Costa della Trinità. Infatti nel 1574 Luciana e Caterina Roero ultime discendenti di Gerolamo Roero divisero l'eredità paterna. Questo atto rappresenta un momento importante della storia di Pralormo per due motivazioni: la prima è che in esso sono contenuti preziosi dati sulla storia del paese e delle cascine che facevano parte della divisione ereditaria, la seconda è che da qui iniziarono innumerevoli trasmissioni ereditarie e alienazioni che portarono nel feudo nuove famiglie. Infatti il 15 novembre 1679 Cristina Broglia, vedova di Giorgio Maria Costa della Trinità, cedette un terzo del feudo a Giacomo Beraudo che ne fu investito nel maggio del 1680.
Giacomo Beraudo di Pralormo, presidente del senato, ottenne il 20 gennaio 1680 la concessione del titolo comitale per la porzione di giurisdizione da lui acquisita sul luogo. Sempre nel 1679 Felice Ferrero della Marmora acquistò dal cognato Francesco Costanzo di Polonghera la restante terza parte del e del castello. Nella storia del paese si possono identificare due importanti figure storiche appartenenti rispettivamente al XVIII e al XIX: il cardinale Giambattista Roero e il conte Carlo Beraudo di Pralormo. Il primo nato ad Asti nel 1684 fu vescovo di Acqui dal 1727 fino al 1744 anno in cui venne nominato arcivescovo di Torino. Raggiunse l'apice della carriera ecclesiastica con l'elezione al cardinalato nel 1756. A testimonianza della operosa attività di Giovanni Battista Roero rimangono tra le varie opere fatte realizzare a Torino la facciata della chiesa di S. Teresa dei Carmelitani Scalzi.
Il conte Carlo Beraudo di Pralormo ricoprì un ruolo importante nella grande storia della prima metà del XIX secolo. Iniziò la sua carriera nella legazione sarda di Berlino (1814 – 1817) e di Parigi (1820 – 1821). Fu ministro plenipotenziario a Parigi e a Vienna e per i meriti acquisiti ricoprì il ruolo di ministro delle finanze; successivamente fu ministro dell'interno durante il regno di Carlo Alberto di Savoia. Nominato senatore nel 1848, negoziò con l'Austria la pace di Milano nel 1849. Nel 1850 si ritirò a vita privata e gli venne conferita l'onorificenza del collare dell'Annunziata e la dignità di Ministro di Stato. A quest'ultimo si deve l'unificazione della proprietà del feudo intorno al 1830, quando acquistò dai Roero e dai La Marmora le altre due parti.

## Monumenti

### Parrocchiale di San Donato
La fisionomia del paese è fortemente caratterizzata dalla Parrocchiale di San Donato, edificata nel 1931-1932 dove sorgevano la precedente canonica e l'antica confraternita di San Bernardino. Nell'abside si conserva il trittico di Jacopino Longo raffigurante la Madonna col Bambino e i Santi Giacomo e Donato (1546). Il quadro venne rubato da ignoti nel marzo del 1997, ma nel dicembre 2000 venne riconsegnato alla comunità dal Comando dei Carabinieri di Savigliano. Di particolare interesse è l'organo a canne costruito per l'antica parrocchiale nel 1898 dall'organaro Antonio Mola e la Pietà con un angelo opera di Carlo Giuseppe Plura degli anni 1715-1720 circa, in legno scolpito e dipinto, restaurata negli anni 2007-2009 da Luisa Mensi.
La nuova chiesa parrocchiale, resasi necessaria per sopperire alla scarsa capienza e ai numerosi problemi strutturali di quella più antica, nacque dalla volontà dell'allora parroco don Teobaldo Massasso. Molti abitanti del paese contribuirono come poterono: portando sabbia e ghiaia dal torrente Rioverde, scavando le fondamenta o donando il ricavo dei commerci domestici. Poco distante si trova l'antica parrocchiale costruita tra la fine del XVII e i primi anni del XVIII secolo, attualmente in parziale stato di abbandono.

### Castello dei conti Beraudo di Pralormo

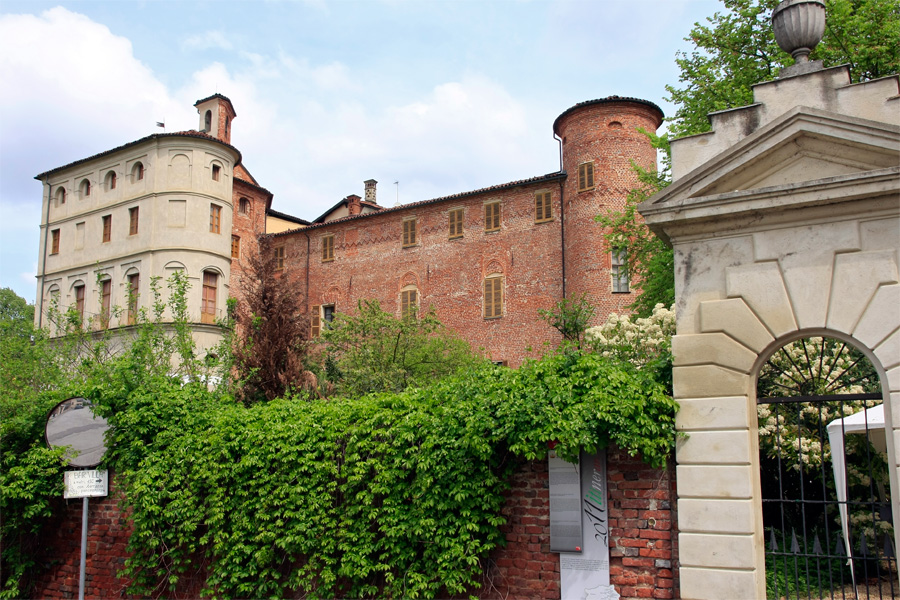
Il castello di Pralormo da sud

Poco distante si trova il castello dei conti Beraudo di Pralormo, la cui prima costruzione risale al XIII secolo come parte del sistema di fortificazioni di questa zona del Piemonte contesa tra Asti e i Biandrate. Lo possedettero i Gorzano, i Pelletta e, dopo la definitiva vittoria di Asti, Manfredo Roero ed i suoi discendenti. Nel 1680 Giacomo Beraudo di Pralormo acquisì il terzo del castello posto verso sud e venne investito del titolo di conte dalla reggente Maria Giovanna Battista di Savoia-Nemours. Nel 1730 circa venne edificata la cappella dall'architetto Galletti, poi sopraelevata con un bel salone affrescato. Ma è da attribuire al Conte Carlo Beraudo di Pralormo la ristrutturazione dell'intero edificio, affidata nel 1840 all'architetto di corte Ernesto Melano. In quest'opera di ammodernamento vennero aboliti il fossato ed il ponte levatoio, costruiti il portico d'ingresso, un grandioso scalone e venne coperto il cortile centrale, trasformato in salone a doppia altezza. In quella stessa epoca il piccolo giardino di rose, sul lato sud citato già nel XVI secolo venne trasformato in parco all'inglese ad opera dell'architetto Xavier Kurten. Sul finire del secolo il nipote del ministro fece edificare l'Orangerie, la grandiosa cascina e la serra in vetro e ferro opera dei fratelli Lefevre di Parigi. Tuttora abitato dalla Famiglia Beraudo di Pralormo, il castello è visitabile con un percorso guidato.

### Torre di segnalazione

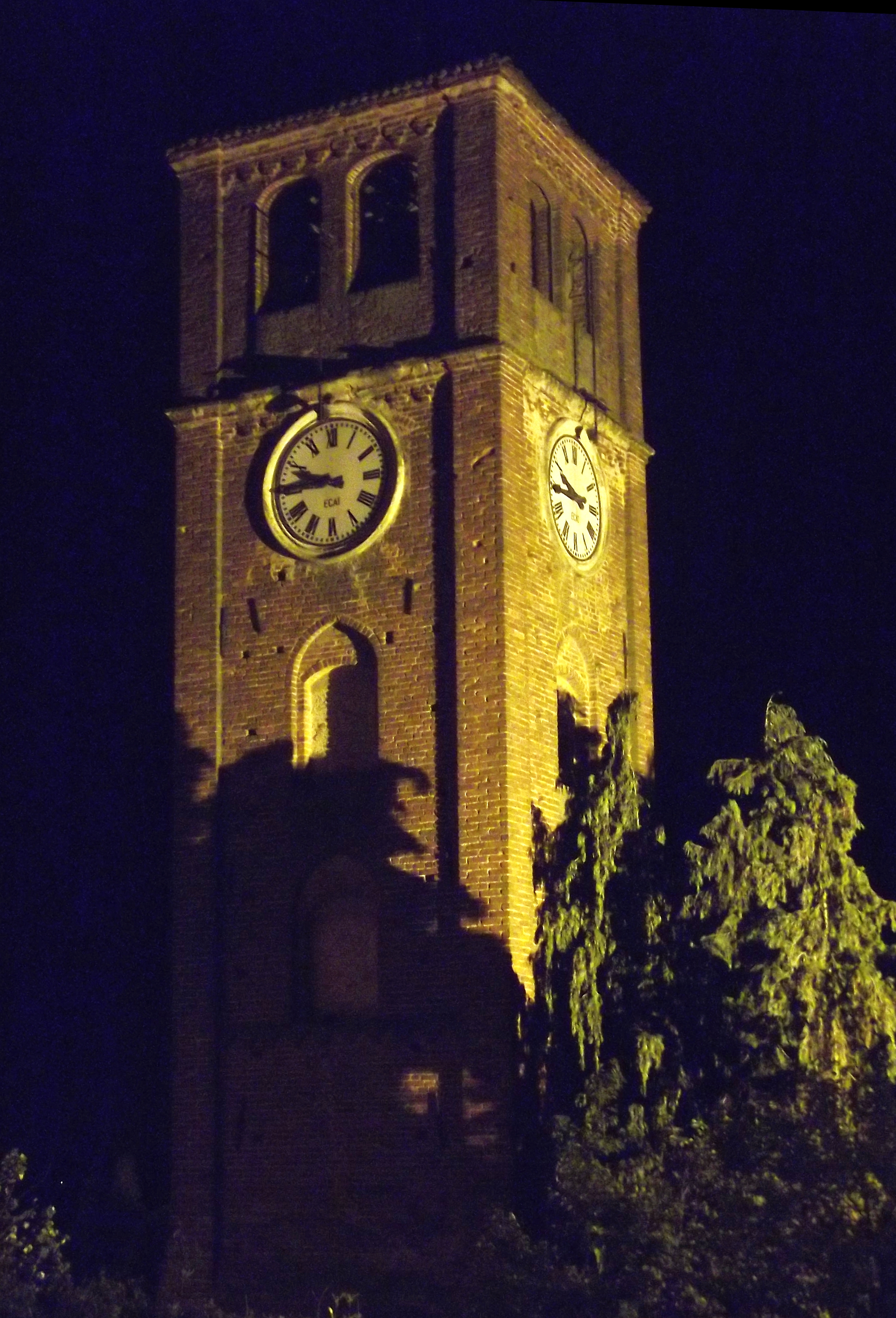
La torre di segnalazione

Nel mezzo del percorso panoramico che collega le due costruzioni sorge la Torre di segnalazione del XIII secolo, successivamente trasformata in torre campanaria. e in tempi moderni in torre dell'orologio. È curioso sapere che il primo orologio montato sull'edificio risale al dicembre 1749 quando il sindaco e la comunità decisero di acquistarne uno. Nella compravendita intervenne il Conte Beraudo di Pralormo il quale riuscì a trovare un orologio “di seconda mano”, peraltro in ottimo stato e “a poco prezzo”. L'orologio proveniva dai Padri della Certosa di Collegno, che avevano deciso di disfarsene perché troppo rumoroso per le esigenze del convento. 

### Santuario della Beata Vergine della Spina
Vi è poi il Santuario della Beata Vergine della Spina: secondo la tradizione venne eretto dopo che un'immagine della Vergine dipinta su un pilone e graffiata ad un occhio da uno spino, emise sangue. I primi cenni storici si ricavano dalla relazione della visita pastorale del vescovo di Asti monsignor Domenico della Rovere effettuata nel 1585. In essa si parla di gran concorso di popolo a motivo dei molti miracoli operati e si descrivono due altari presso i quali si celebrava la Messa. Da un bollettino parrocchiale, redatto da don Carlo Pressenda rettore del Santuario nel 1925, si apprende che l'altare maggiore fu costruito nel 1632. La chiesa fu custodita da diversi ordini religiosi che abitarono nell'attiguo monastero, di cui si possono citare i Trinitari (1639-1652), i Cistercensi (1681-1797). L'edificio del monastero venne costruito a metà del Seicento su terreni donati da Gaspare Petrina, signore del luogo. Dal 1797 al 1833 il monastero appartenne ad un certo Giuseppe Farò di Torino. Nel 1833 fu acquistato dai marchesi Ferrero della Marmora. Nel 1877 don Elia Francesco, in riconoscenza per l'ottenuta guarigione da una lunga malattia, risanò la Chiesa affidando il rinnovo delle pitture interne a un famoso pittore della zona, Felice Barucco, che dipinse le figure ai lati quadro della Beata Vergine e le volte. All'inizio del Novecento il monastero passò alle figlie di San Filippo. Sono da attribuire a don Rodolfo Piglione i lavori di restauro che modificarono sensibilmente la facciata del santuario a cui vennero aggiunti i due campanili e il piccolo portico, inoltre venne abbattuta la cupola conica posta sul campanile cilindrico. Dal 1991 la proprietà è delle monache adoratrici del Cottolengo. La festa della Beata Vergine della Spina si celebra il 15 agosto con la solennità dell'Assunta.

## L'acqua

### Le Peschiere
L'acqua a Pralormo prende forma nelle Peschiere: diffuse in tutto il Pianalto, sono concentrate verso i comuni di Carmagnola, Poirino, Pralormo, fra la strada statale 231 e il Rio Secco. Questi bacini artificiali o semiartificiali, per lo più collocati nei pressi delle cascine e delle borgate, nascono dalla necessità di raccogliere la maggior quantità d'acqua piovana e di scolo possibile da destinare all'irrigazione e all'abbeveramento degli animali. Pralormo come quasi tutti i comuni dell'altipiano è caratterizzato dalla mancanza di torrenti e dall'isolamento dalle acque superficiali scendenti dalla catena alpina. Il carattere argilloso della terra rossa permette la creazione di questi invasi caratterizzati da un'ottima tenuta: attualmente vengono utilizzate per l'irrigazione ma ancor più che nel passato per l'allevamento delle tinche, funzione da cui deriva il nome peschiera. La superficie delle peschiere che si prestano all'irrigazione varia circa da 4.000 a 10.000 m2, mentre per le loro dimensioni solo due bacini della zona escono dall'ordinario e vanno considerati a parte: il lago della Spina e quello di Ternavasso. Per la loro realizzazione si sfruttavano anche depressioni naturali che venivano sbarrate sui restanti lati. La profondità media non supera i 2,50-3,00 m perché se da una parte favorisce una maggiore raccolta d'acqua per l'irrigazione dall'altra una maggiore profondità danneggia l'allevamento delle tinche.

### Lago della Spina
Le prime notizie riguardanti l'invaso del Lago della Spina si trovano nelle Lettere Patenti emanate il 28 agosto del 1827 da Sua Maestà Carlo Felice, con le quali veniva dichiarata la pubblica utilità dell'opera, mentre risale al 1835 il Regolamento per “il buon governo delle acque del serbatoio”, emanato da Carlo Alberto di Savoia.
L'invaso fu costruito per volere del Conte Carlo Beraudo di Pralormo Segretario di Stato per gli affari dell'interno e del Marchese Carlo Emanuele Ferrero Della Marmora, Colonnello di cavalleria e Maggiore Comandante delle Guardie del Corpo Reale; il progetto per la costruzione della diga, andato perso negli anni, venne redatto dell'ingegner Barabino.
Lo scopo iniziale della diga, che sbarra ancora oggi la piccola valle del rio Torto nel territorio del comune di Pralormo, era quello di raccogliere le acque piovane per destinarle all'irrigazione. Anticamente erano previste un numero minimo di tre “bagnature” dei fondi concessionari delle acque del lago, i quali ammontavano nel totale a circa 300 ettari di coltivazioni.
Dalla banca dati della Direzione Generale per le Infrastrutture Idriche ed Elettriche (Ministero delle Infrastrutture e Trasporti) risulta che la diga de La Spina, siglata con il numero di archivio 14A, è la più antica tra le "grandi dighe" italiane (ossia quelle che sono più alte di 15 m o che invasano più di un milione di metri cubi). Infatti i relativi lavori di costruzione sono stati ultimati nel 1830 mentre le sorelle più giovani “Bunnari Basso” (SS) e “Lago Lavezze” (GE) sono state ultimate rispettivamente nel 1879 e nel 1883.
Nel 1929 l'ing. Giovanni Bellincioni dell'Associazione delle Acque Pubbliche d'Italia definisce la diga della Spina: “Una grande diga in terra che sfida il tempo”; non solo, ma nel suo resoconto afferma che la diga “…ha oggi una eccezionale importanza, non tanto per la sua esistenza quasi secolare, …quanto perché essa ha dimensioni e struttura in pieno disaccordo con quanto prescrive il Regolamento dighe. Manca di un vero e proprio scarico di fondo e di uno scarico di superficie e ha l'opera di presa (torre e condotta) rilevata nel corpo della diga, cosa vietata in modo assoluto dalle buone norme della tecnica e dal regolamento governativo”.
Il Lago della Spina è un bacino dalla forma allungata che, nella porzione a monte, si divide in due bracci, uno volgente a sud, l'altro verso nord. Le dimensioni massime raggiungono circa 1 km di lunghezza, e 200 m di larghezza nel punto più ampio. Il fondo dell'invaso si trova ad una quota inferiore ai 281 m s.l.m., mentre la quota di coronamento raggiunge i 295,20 m s.l.m. Sul lato sud dell'invaso si trova lo sbocco della prima galleria di derivazione delle acque del rio Riserasco. La galleria si presenta costruita in mattoni per uno sviluppo complessivo di circa 300 metri: larga circa 1 metro ed alta 2, ha il fondo di scorrimento completamente ricoperto di mattoni per evitare il dilavamento delle sabbie e 4 “camini” che consentivano lo sfiato della condotta in caso di piena. Risalendo l'alveo del rio Riserasco, dopo un percorso di circa 600 metri, si incontra una seconda galleria datata anno 1901 (galleria di Montà), costruita in mattoni ed in parte rivestita in calcestruzzo; a sua volta questa seconda galleria (lunga 600 metri) raccoglie le acque drenate da un canale di gronda capace di raccogliere gli scoli dei soprastanti versanti a partire dalla località San Vito di Montà d'Alba (CN). Questa seconda galleria ha una sezione tondeggiante di circa 2,5 metri di diametro e presenta 2 soli camini di sfiato.
Dopo l'alluvione del 1994 e i danneggiamenti alla diga in terra battuta, il livello del bacino viene mantenuto basso per ragioni di sicurezza. I lavori per la realizzazione degli organi di scarico ai sensi delle attuali normative si sono conclusi nel 2013, mentre nel 2015 si sono conclusi gli interventi per consentire la massima capacità di invaso, riportando così il bacino agli “antichi splendori”.

## La terra
Il terreno argilloso dalla particolare colorazione rossastra, non risulta adatto solamente alla realizzazione di peschiere per la sua impermeabilità: si è rivelato da sempre un ottimo materiale per la fabbricazione di mattoni, al punto che tale attività ha da diversi decenni assunto risvolti industriali. Si trovano cenni storici sulla presenza di fornaci “domestiche” anche in un atto di vendita del 1342 fra i consignori di Pralormo, in cui fra i vari beni e possedimenti viene citata una fornace, con la relativa argilla e gli edifici necessari per la cottura dei mattoni. Questa fornace deve essere stata molto importante e soprattutto devono esservi stati cotti mattoni per così tanto tempo da lasciare traccia nella toponomastica; infatti in località Carpeneto (probabile luogo di ubicazione della fornace) ancor oggi si trova una zona denominata “furnasa”.  Lo stesso castello aveva all'interno una fornace di cui rimane traccia in una controversia tra i consignori. Oggetto della lite l'eccessiva vicinanza della medesima ad un pagliaio, con il conseguente pericolo di incendi. Sovente piccole fornaci “domestiche” venivano costruite direttamente sui siti dove si volevano erigere case o altri edifici.

## Cultura

### Biblioteca
La biblioteca Leo Chiosso, formata dal 2017 grazie a una raccolta di libri sostenuta dalle associazioni locali ma inaugurata il 28 settembre 2018, è situata nel centro polifunzionale e sede associativa "cascina Oddennino". la biblioteca è situata nella vicinanza del complesso scolastico locale ed aderisce al progetto Nati per Leggere.

### Manifestazioni

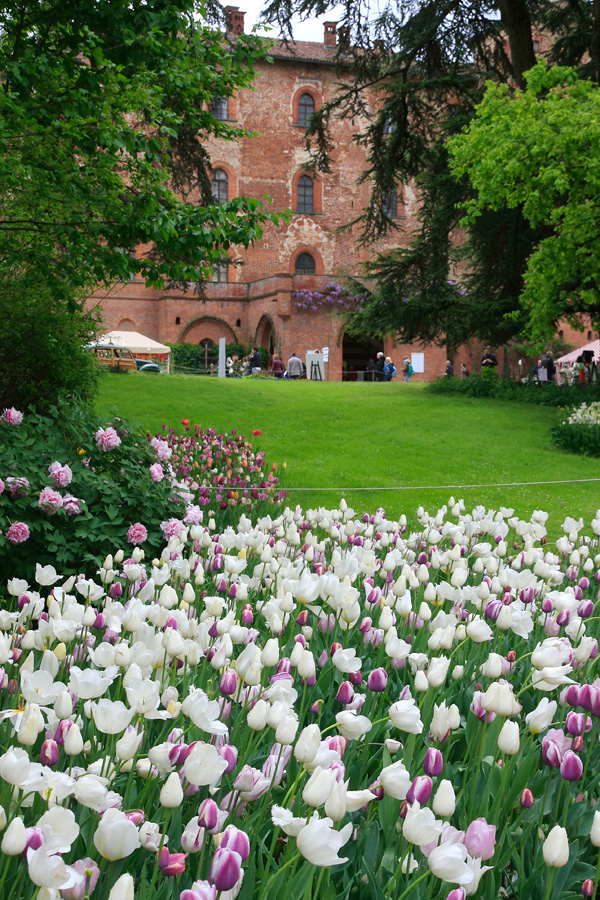
La manifestazione "Messer Tulipano" al castello di Pralormo

- Il parco del castello di Pralormo, in sé di grande interesse storico e paesaggistico essendo stato progettato dall'architetto di corte Xavier Kurten artefice dei più importanti giardini delle residenze sabaude, ospita da alcuni anni una nutrita fioritura di tulipani. L'importanza della manifestazione è accresciuta dalla sua eccezionalità: Messer Tulipano è infatti l'unico parco storico dedicato ai tulipani in Italia. A partire dal 2000, ogni anno ad aprile Messer Tulipano trasforma il parco storico in un giardino incantato. In autunno 75.000 bulbi di tulipani, narcisi e muscari di oltre 40 varietà vengono messi a dimora in piena terra. Inoltre, ogni anno viene realizzato un nuovo progetto in modo tale offrire ai numerosi visitatori scenari sempre innovativi e sorprendenti.[6] È bene notare come la fioritura delle bulbose in primavera non alteri il carattere storico del parco romantico progettato da Kurten[6], in quanto, da maggio all'autunno, il protagonista rimane il verde del fogliame punteggiato in determinate zone da cespugli fioriti sapientemente progettati in modo tale da poter scorgere la pianura e le montagne sullo sfondo. Infine, alla mostra viene dato ogni anno un tema collaterale che caratterizza alcune scelte nel piantamento dei bulbi e viene ulteriormente sviluppato con scenografie e allestimenti in altre zone del parco e del castello, quali la Serra e l'Orangerie.[6]
- La comunità di Pralormo festeggia la Madonna della Spina in occasione della solennità dell'Assunta e San Donato, Patrono di Pralormo. La prima ricorrenza si svolge con la processione che parte dal lago della Spina e termina al Santuario con la celebrazione della Santa Messa. Questa festa è particolarmente sentita dai Pralormesi che da secoli affidano le loro paure e speranze a questa Madonna. A testimonianza di ciò ci sono i numerosi ex voto e una targa apposta il 1º gennaio 1995 dalla comunità per lo scampato pericolo del crollo della diga del lago, durante l'alluvione del novembre del 1994.
- La festa di San Donato si svolge in due momenti: il 7 agosto si celebra la festa religiosa con la processione della statua del santo fino al pilone del Santo omonimo posto fuori dal paese, mentre durante il primo lunedì di settembre e la domenica precedente si svolge la parte laica della festa con la corsa del carro e la fiera di San Donato. A Pralormo, come in altri paesi del Piemonte, è usanza far correre il carro in occasione della festa patronale La tradizione vuole che sia un carro di legno a quattro ruote trainato da buoi ma con il passare del tempo è stato modernizzato e adatto alle varie realtà locali. Il principale scopo della corsa del carro era quello di raccogliere fondi per le necessità della Chiesa dedicata al Santo Patrono. Con il tempo a questo primo aspetto se ne aggiunsero altri quali la processione per le vie del paese, la recita degli stranot e l'incanto del cappello. Si fa riferimento alla corsa del carro a Pralormo da almeno un paio di secoli e Mons. Conti Pietro Giuseppe nel suo libro “Avventure di un parroco nella diocesi di Asti” del 1903 riferisce di aver trovato citazioni del carro nell'archivio parrocchiale dell'epoca risalenti al 1734. Gli stranot sono poesie dialettali i cui contenuti o inneggiano le azioni buone e beffeggiano quelle meno buone di quanti sono preposti alla gestione del bene comune. L'incanto del cappello, altra peculiarità del carro di Pralormo e di pochi altri nella zona, ricorda le “badie” o compagnie virili, un tempo molto in voga nei paesi. La conquista del cappello tramite incanto conferiva a chi ne veniva in possesso, potere, autorità e immunità e lo incoronava “Re della festa”.

## Società

### Evoluzione demografica
Abitanti censiti

## Amministrazione

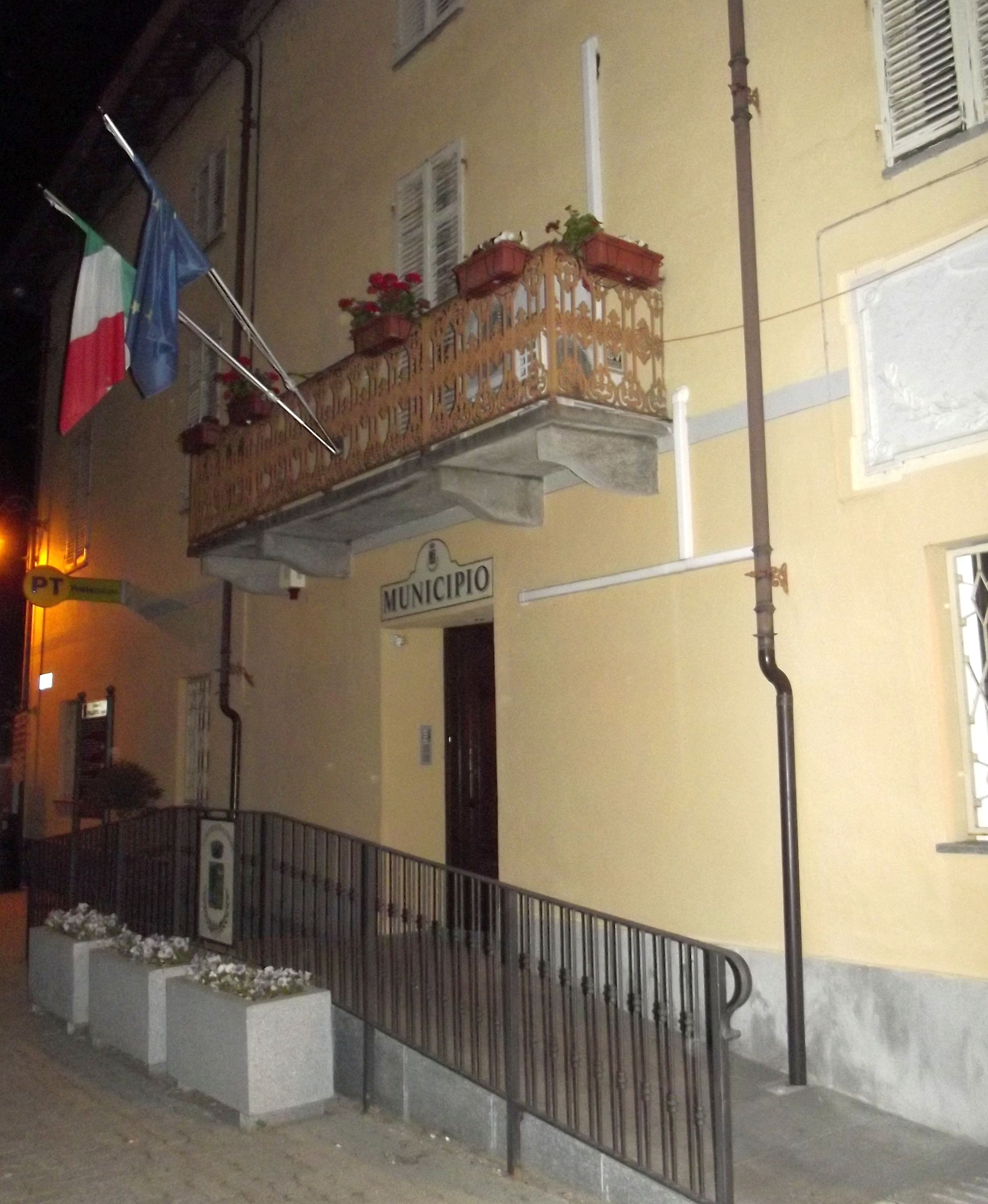
Il municipio

| Periodo | Periodo   | Primo cittadino  | Partito      | Carica  | Note |
| ------- | --------- | ---------------- | ------------ | ------- | ---- |
| 1995    | 2004      | Mario Moschietto | lista civica | Sindaco |      |
| 2004    | 2009      | Bruna Allemandi  | lista civica | Sindaco |      |
| 2009    | 2019      | Lorenzo Fogliato | lista civica | Sindaco |      |
| 2019    | 2024      | Mario Moschietto | lista civica | Sindaco |      |
| 2024    | in carica | Emma Burzio      | lista civica | Sindaco |      |